# Julian Wade
Julian Wade (Roseau, 12 luglio 1990) è un calciatore dominicense con cittadinanza montserratiana, attaccante del Formartine Utd e della nazionale dominicense.